# National Science and Media Museum
El National Science and Media Museum (anteriormente National Media Museum), situado en Bradford, Yorkshire del Oeste, es parte del grupo nacional del museo de la ciencia de Inglaterra. El museo tiene siete pisos de galerías con exposiciones permanentes centradas en la fotografía, la televisión, la animación, el videojuego, Internet y los principios científicos detrás de la luz y el color. También alberga exposiciones temporales y mantiene una colección de 3,5 millones de piezas en su centro de investigación. El museo cuenta con tres cines, operados en asociación con Picturehouse Cinemas, incluyendo una pantalla IMAX, y ha sido sede de festivales de cine populares, incluyendo el Festival Internacional de Cine de Bradford hasta 2014.
En septiembre de 2011 el museo fue elegido como la mejor atracción bajo techo de Yorkshire por votación popular y es uno de los museos más visitados en el norte de Inglaterra. A partir de febrero de 2016 el museo, en respuesta a los déficits de ingresos, ha adoptado polémicamente una política de centrarse en "la ciencia y la cultura de la luz y el sonido", con exclusión de lo que se considera aspectos "insostenibles" de la creatividad y la cultura como los festivales de cine anteriores.
En marzo de 2016 un plan de inversión de 7.5 millones de libras en el museo fue revelado por el grupo del museo de la ciencia para los próximos cinco años. En marzo de 2017 su nombre fue cambiado de National Media Museum a National Science and Media Museum.